# جون كاميرون سيمبل
جون كاميرون سيمبل (بالإنجليزية: John C. Semple) (ولد عام 1947) هو عالم نبات، وأخصائي تصنيف خلوي ، وأستاذ فخري وأستاذ مساعد في جامعة وواترلو في أونتاريو، كندا.

## النشأة والتعليم
وُلد سيمبل في بوسطن، ماساتشوستس، وحصل على درجة البكالوريوس في العلوم عام 1969 من جامعة تافتس، ثم نال درجة الدكتوراه في علم النبات عام 1972 من جامعة ماساتشوستس في أمهرست.

## الحياة المهنية
انضم إلى جامعة وواترلو عام 1974، حيث عمل أستاذًا ثم أستاذًا فخريًا بعد تقاعده، ولا يزال يعمل كباحث وأستاذ مساعد. يشتهر سيمبل بأبحاثه في مجال تصنيف وأحياء جنس Solidago (العصفر الذهبي)، وهو نبات واسع الانتشار في أمريكا الشمالية.
كما ألّف وشارك في تحرير العديد من المنشورات العلمية المتعلقة بتصنيف النباتات، بما في ذلك أعمال بارزة حول عائلة النجمية (Asteraceae).

## المساهمات العلمية
يُعزى إلى سيمبل نشر أسماء علمية عديدة في علم النبات، وقد تم تسجيل أكثر من 80 اسماً علمياً باسمه في قاعدة بيانات IPNI (المؤشر الدولي لأسماء النباتات).

## وصلات خارجية
- قاعدة بيانات أسماء النباتات – John C. Semple
- مراجعة سيمبل العلمية لجنس Solidago